# Kąty Goździejewskie Pierwsze
Kąty Goździejewskie Pierwsze is een plaats in het Poolse district  Miński, woiwodschap Mazovië. De plaats maakt deel uit van de gemeente Dębe Wielkie en telt 230 inwoners.